# Prêmio Multishow de Música Brasileira para Produção Musical do Ano
Prêmio Multishow de Música Brasileira para Produção Musical do Ano é um prêmio que é dado anualmente no Prêmio Multishow de Música Brasileira, apresentado pela primeira vez na edição de 2017 com o nome de Melhor Produtor. A categoria foi posteriormente renomeada para Produtor do Ano em 2021. Em 2022, o nome do prêmio foi alterado para o seu nome atual.

## Vencedores e indicados
| Ano  | Vencedor(a)                      | Indicados                                                                                  | Ref.  |
| ---- | -------------------------------- | ------------------------------------------------------------------------------------------ | ----- |
| 2017 | Galanga Livre - Rincon Sapiência | - Caravanas - Chico Buarque - Letrux Em Noite de Climão - Letrux                           | [ 5 ] |
| 2021 | Kiko Dinucci                     | —                                                                                          | [ 6 ] |
| 2022 | Papatinho                        | - Eduardo Pepato - Pablo Bispo - Prateado - Pupillo - Rafinha RSQ - Ruxell no Beat - Vhoor | [ 7 ] |
| 2023 | Pretinho da Serrinha             | - Douglas Moda - Iuri Rio Branco - Mu540 - Nave - Papatinho                                | [ 8 ] |
| 2024 | Pretinho da Serrinha             | - Eduardo Pepato - Gustavo Ruiz Chagas - Julio Fejuca - Rafael Castilhol - Iuri Rio Branco | [ 9 ] |